# Heribert Aichinger
Heribert Aichinger (* 13. September 1903 in St. Pölten; † 6. Dezember 1985) war ein österreichischer Schauspieler.
Heribert Aichinger absolvierte die Schauspielakademie unter Rudolf Beer, der auch Direktor des Volkstheaters war. In seiner Klasse waren u. a. Paula Wessely, Karl Paryla, Siegfried Breuer und Leon Epp. Danach wurde er Eleve am Volkstheater. Ende der zwanziger Jahre wurde Aichinger von Max Reinhardt nach Berlin geholt und spielte dann in Berlin und am Theater in der Josefstadt in Wien bei Max Reinhardt. Er blieb der Josefstadt treu bis zu seinem Tod 1985.
Vornehmlich beim Theater tätig (er trat unter anderem bei den Salzburger Festspielen auf), spielte er auch eine Reihe von Film- und Fernsehrollen. Bei der TV-Verfilmung von Waldbrunns/Winiewiczs Die Flucht aus dem Jahr 1966 spielte er den Svoboda, den er bereits bei der Wiener Uraufführung dargestellt hatte.
Sein Bruder war der Schriftsteller Gerhard Aichinger. Aichingers Grab befindet sich auf dem Wiener Zentralfriedhof.

## Bühnenrollen (Auswahl)
- 1943: Friedrich Hölderlin – Der Tod des Empedokles, Theater in der Josefstadt Wien, 23 Vorstellungen[4]
- 1952: Johann Nestroy – Die Träume von Schale und Kern, Salzburger Festspiele[5]
- 1957: Marcel Pagnol – Das große ABC, Theater in der Josefstadt[6]
- 1961: Johann Nestroy – Höllenangst, Theater in der Josefstadt[7]
- 1971: Gotthold Ephraim Lessing – Emilia Galotti, Theater in der Josefstadt
- 1973–1977: Hugo von Hofmannsthal – Jedermann, Salzburger Festspiele[8]
- 1978: Arthur Schnitzler – Leutnant Gustl, Bregenzer Festspiele[9]
- 1980, 1981: William Shakespeare – Wie es euch gefällt, Salzburger Festspiele[10]

## Filmografie (Auswahl)
- 1943: Die kluge Marianne

## Einzelbelege
1. ↑  https://archive.salzburgerfestspiele.at/archivdetail/programid/713/id/0/j/1975
2. ↑  Alexandra Reininghaus: Oskar Mauris Fontana. Wien 2008. S. 83
3. ↑  Heribert Aichinger. Archiviert vom Original am 4. März 2016; abgerufen am 20. März 2025.
4. ↑  https://web.archive.org/web/20160507044757/http://www.dieterleitner.de/w2bioglang_5_teil_41_45.htm
5. ↑  https://archive.salzburgerfestspiele.at/archivdetail/programid/818/id/0/j/1952
6. ↑  https://web.archive.org/web/20160309025400/http://www.guschlbauer.com/Progr/vol10b.pdf
7. ↑  https://web.archive.org/web/20160304060545/http://www.guschlbauer.com/Progr/vol14.pdf
8. ↑  https://archive.salzburgerfestspiele.at/archivdetail/programid/705/id/0/j/1977
9. ↑  https://web.archive.org/web/20081205051434/http://www.arthur-schnitzler.de/Hoerspiele%20alphabetische%20Liste.htm
10. ↑  https://archive.salzburgerfestspiele.at/archivdetail/programid/680/id/0/j/1981

| Personendaten    | Personendaten                 |
| ---------------- | ----------------------------- |
| NAME             | Aichinger, Heribert           |
| KURZBESCHREIBUNG | österreichischer Schauspieler |
| GEBURTSDATUM     | 13. September 1903            |
| GEBURTSORT       | St. Pölten                    |
| STERBEDATUM      | 6. Dezember 1985              |